# 西岡被官衆
西岡被官衆（にしのおかひかんしゅう）は、西岡と呼ばれた地域を統治し、室町幕府に被官した有力土豪の集団である。

## 概要
山城国中西部に位置する乙訓郡と、葛野郡の桂・川島付近をあわせた一帯は、中世には西岡（にしのおか）と呼ばれていた。西岡は、上六ヶ郷に属する徳大寺・上桂・下桂・川島・下津林・寺戸、下五ケ郷に属する牛ケ瀬・上久世・下久世・大薮・築山の上下11か郷からなっていた。桂川の西部に位置して桂川の水を用水として利用し、当時から農業用水路も発達し、経済力も豊かで、全国でも有数の小領主がひしめく土地であった。
中世には、一つの地区のまとまりは「郷」、いくつかの郷の集まりを「惣」、さらに広域のまとまりを「国」または「惣国」といった。西岡の地は、強力な守護大名によって上から直接的に支配されることが少なく「国」と呼ばれる地域連合体となっていた。それゆえ、西岡地域は、要所に城館を構える土豪たちによって守り抜かれてきた地域であった。
『雍州府志』によれば、「西郊三十六人衆は、公方譜代の士なり」とあり、西岡には室町将軍家の奉公衆家臣（被官）で36人の武士がいたことが知られる。記録などから、物集女氏、神足氏、中小路氏、革嶋氏、小野氏、竹田氏、野田氏、能勢氏、寺戸氏、秋山氏、山口氏らの諸氏で、西岡被官衆あるいは西岡中脈被官衆とよばれ、室町幕府の軍事力の一端をになった。諸氏はそれぞれの支配地に居城を築き、一人一人は小さくても、連合すれば戦国大名でさえ侮りがたい勢力を有していたとされる。
西岡被官衆は、桂川の水を用水として利用していることもあって、相互連帯を保ち、農業用水の問題や交通・交易など広い範囲に係わることを合議で決していた。山城国守護には畠山氏が補任されていたことから、西岡被官衆は畠山氏の被官化する傾向があった。
室町時代に入って、債務の破棄などを要求する一揆（徳政一揆）が頻発するようになると、西岡は京都を攻める一揆勢力の代表格となった。一揆にあたって西岡の人々が集まった場所が向日神社で、出動にあたって神前で結束を固めた。
寛正6年（1465年）、京都に土一揆が勃発する。時の幕府政所の執事であった伊勢貞親は、配下の西岡被官人に一揆に加担しないように伝達を出している。『長岡京市史』の一節に「伊勢氏はかつて西岡に被官人の組織を持ち、伊勢貞親はそのため山城国の守護を務めていた」とあり、西岡被官衆は伊勢氏の支配に従うこともあったことが分かる。
また、戦国大名のさきがけといわれる北条早雲、下剋上で美濃を乗っ取った斎藤道三、そして下剋上で主家三好氏を衰退に追い込み自立した松永久秀らは、いずれも西岡と関係がある人物といわれる。
西岡被官衆の確実な出自や系譜は不明なところが多く、それぞれの動向も断片的にしか分かっていない。だが、西岡被官衆の拠った城址が、今日も桂川西部に点在し、彼らの興亡の跡を伝えている。

## 歴史

### 応仁の乱の戦時下における西岡
応仁元年（1467年）に始まる応仁・文明の乱は、将軍や大名をはじめとする諸勢力が東・西両軍に分かれて10年以上も戦った未曾有の大乱であった。西岡衆は、細川勝元の率いる東軍に属し、主として西国から京都へ入る通路の警護にあたった。そして、洛中の合戦にしたかと思うと、すぐに地元に戻って、京都へ入る東軍方の軍勢を案内し、西軍方の入京を阻止するという具合に忙しく働いている（西岡の戦い）。このような西岡での合戦の様子や、地元の国衆の戦いぶりは、西岡衆のひとりである野田泰忠が残した『軍忠状』から読み取ることができる。
西岡衆は、全てが東軍に属したわけではなく、西岡の国衆の中で最も古い時代から姿をあらわす鶏冠井氏は西軍に加担し、泰忠らの攻撃を受けている。東軍方として渡月橋や下桂、上久世などで西軍方と激しく戦った泰忠ら西岡衆は、応仁3年（1469年）4月、西軍に敗れて総崩れとなった。丹波の穴太に落ち延びた泰忠らは、その後も東軍方としてゲリラ戦を展開している。
応仁の乱後の文明12年（1480年）、西岡衆が「向大明神」で蜂起の相談をしたり、鐘を撞いたりしていることが、公家山科家の山科言国日記（言国卿記）に書かれている。西岡の地は強力な守護大名によって上から直接的に支配されることが少なく、自治的な郷が発展し、応仁の乱が収束した後には、「国」と呼ばれる地域連合体が出現した。ここで「国」の有力者に名を連ねたのが「国衆」、つまり地域の要所に城館を構える小土豪たちである。そして、西岡の国衆らが、「国」としての方針を決める会議を行ったのが向日神社であった。

### 細川氏の内乱
細川勝元の死後、細川氏の家督は嫡男の細川政元が相続し、摂津・丹波・隠岐・土佐守護を継承、一族細川政国がこれを後見した。そして、文明18年（1478年）、右京大夫に任じられ管領となった。明応2年（1493年）のク－デター（明応の政変）でライバルの畠山氏を倒した政元は、幕府の実権を掌握、半将軍と称される実力者にのし上がった。
政元は、相当の奇人であったようで、修験道に凝り、一切女性を寄せつけなかった。結果、実子に恵まれることはなく、細川澄之・細川澄元と2人の養子を迎えていた。やがて、政元の後継をめぐって細川家内衆は澄之派と澄元派に二分され、家督をめぐる争いへと発展していった。
永正元年（1504年）、摂津守護代薬師寺与一元一が、淀城にたてこもって政元に反旗を翻した。西岡の国人や土豪らは元一の反乱へ味方し、西岡の神谷城に集結した（乙訓惣国一揆）。しかし、政元派の香西元長らによって鎮圧され、敗れた薬師寺元一は自刃した。この乱によって西岡の国人や土豪らは勢いをなくしたが、永正4年（1508年）、政元が暗殺されたことで事態は急変、西岡衆を取巻く政治情勢も混沌の度合を深めていった。
政元死後、細川氏家督は、細川澄之ついで澄元とめまぐるしく代わった。京都郊外に位置する西岡の国人や土豪らに対して、細川家家督の座を狙う者達から誘いの手が伸ばされ、西岡の地も抗争の舞台とならざるを得なかった。以後、両細川氏の乱が続き、細川高国と細川晴元との抗争に際して、西岡被官衆は両派に分かれて行動した。大永7年（1527年）、高国と晴元が下桂の川勝寺で激突し、戦いは高国方の大敗に終わった（川勝寺の戦い）。敗れた高国は京を逃れて近江へ奔り、幕府の機能は停止状態となった。この川勝寺の戦いにおいて、晴元方には鶏冠井政益・竹田仲広・竹内為信らが属し、高国方には神足氏・高橋氏・物集女氏らが属していた。晴元を支えて活躍したのは阿波国の三好元長とその一族で、晴元政権が発足すると元長の権勢は晴元を凌ぐようになった。その結果、元長は晴元から疎まれ、ついには自害へ追い込まれた。
その後、晴元は元長の嫡男である三好長慶と和睦したが、親仇でもある晴元とはすぐに対立関係となり、長慶が畿内を制圧し、室町幕府の幕政を牛耳るようになった（三好政権）。この目まぐるしい時代の変化に際して、西岡の国人衆は細川氏、三好氏とその帰属は揺れ動いていた。

### 応仁の乱後の西岡被官衆
応仁の乱の後、西岡被官衆はそれぞれの立場を越えて地域としての連帯を強めていく。安土桃山時代となると、織田信長が畿内へ侵攻する。これに対し、三好三人衆の一人である岩成友通が勝竜寺城に立て篭り、西岡御被官衆からは、鶏冠井氏と能勢衆、秋山衆や野田衆が岩成に従った。しかし、将軍足利義昭を奉じての上洛であったため、物集女氏、神足氏や中小路氏、革嶋氏などは織田軍に従うこととなり、西岡の国衆も真っ二つに分かれて戦うこととなる。
織田軍は1万を超える大軍を率いて桂川を越え、小畑川沿いに陣を取ったとされる。神足氏や中小路氏のように普段は生業に従する地侍と違い、兵農分離が行われ、合戦を専門として統制された傭兵軍団の織田軍には太刀打ちができず、農繁期にもかかわらず至るところに攻め込まれ、西岡被官衆は圧倒的な兵法・兵力の差を目の当たりにすることとなった。
国衆たちは幕府の御被官衆として臣従したが、信長の義昭追放によって幕府との決別を余儀なくされ、信長傘下の細川藤孝の支配下に置かれることとなる。そして天正3年（1575年）、物集女忠重が細川氏の代官であった松井氏に謀殺された勝龍寺騒動を経て、天正8年（1580年）、藤孝が丹後国へ転封となった。その際、国衆たちは、今度は土地を捨て武士として藤孝に同道するか、百姓衆として地に残るかの選択を迫られたとされる。神足掃部は息子たちを宮津に行かせ、自らは土豪として乙訓の地に残った。開田天満宮（長岡天神）の神官であった中小路氏も同様の措置を取ったとされる。

## 主要な人物
- 革嶋越前守一宣：革嶋城主、子孫は細川・明智家臣の後に帰農
- 築山兵庫介貞俊：築山城主、細川家被官、子孫は熊本藩の在京家臣
- 神足掃部春広：神足城主、子孫は熊本藩家臣
- 能勢市正光頼：今里城主、子孫は足利義昭に仕え二条城討死
- 中小路五郎右衛門：開田城主、子孫は細川家臣のち藤堂家臣
- 志水対馬守重久：志水落合城主、子に志水清久、子孫は熊本藩家臣
- 調子彦三郎武吉：調子城主、近衛家被官、子孫は調子村領主
- 竹内宮内少輔季治：久我家被官、のちに堂上家（公家）となる
- 鶏冠井孫六：鶏冠井城主、三好家被官＜滅亡＞
- 物集女太郎左衛門尉：物集女城主、子孫は細川藤孝に謀殺＜滅亡＞
- 竹田左京進仲広：寺戸城主、三好家被官＜逃亡＞→野田氏